# Balacra laureola
Balacra laureola là một loài bướm đêm thuộc phân họ Arctiinae, họ Erebidae.